# Paradrina clavipalpis
Paradrina clavipalpis là một loài bướm đêm thuộc họ Noctuidae. Loài này có ở châu Âu. Nó là một loài được du nhập ở Bắc Mỹ, nó được ghi nhận lần đầu từ Queens ở New York City năm 1993. In 2009 it was được tìm thấy ở Rochester, New York, do đó dường như nó được thiết lập.
Sải cánh dài 26–35 mm. Chiều dài cánh trước là 12–15 mm. Con trưởng thành bay từ tháng 4 đến tháng 10 tùy theo địa điểm. Có hai lứa trưởng thành một năm ở Bắc Mỹ.
Ấu trùng ăn Plantago và nhiều loại cỏ.

## Hình ảnh

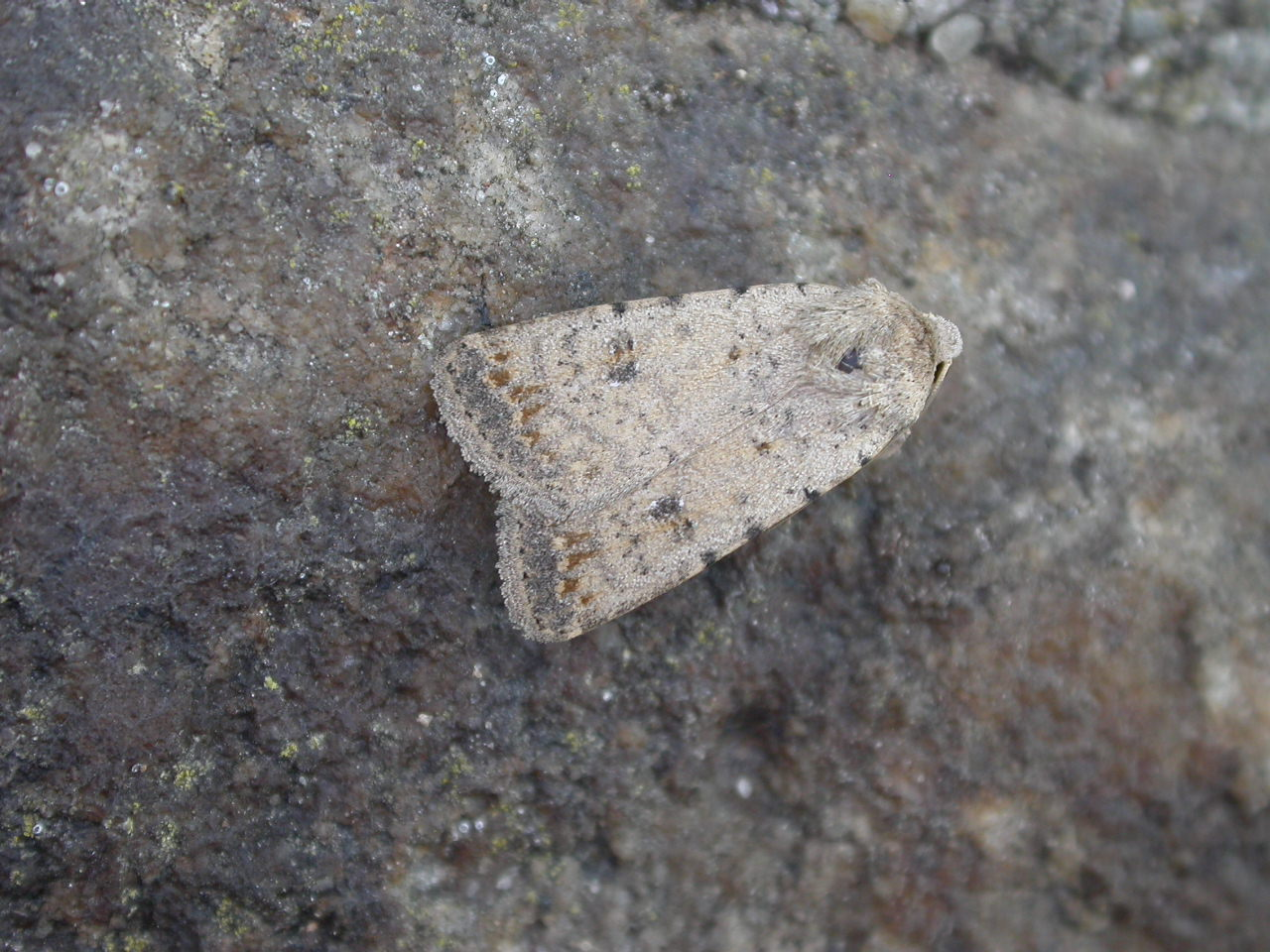
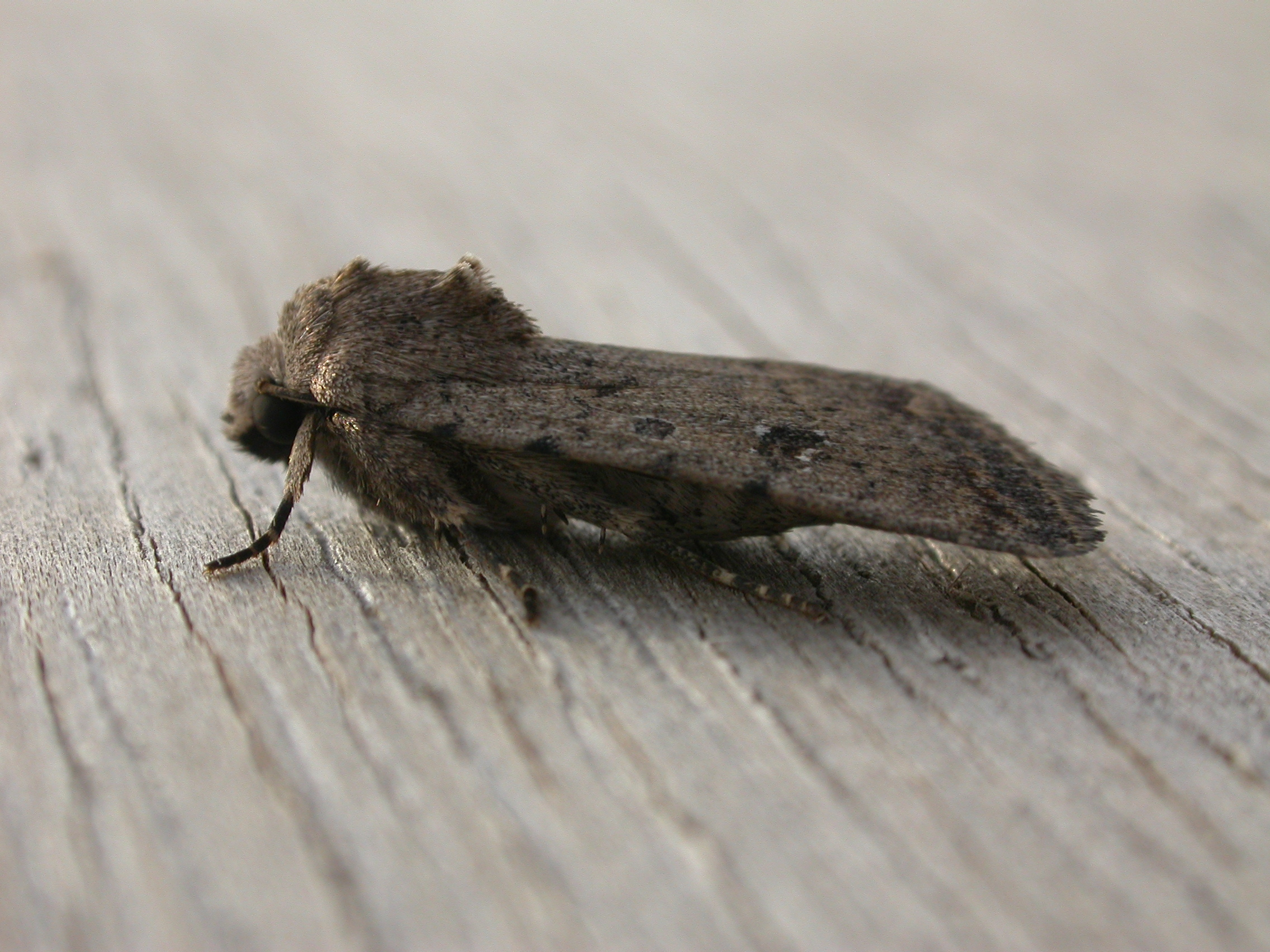
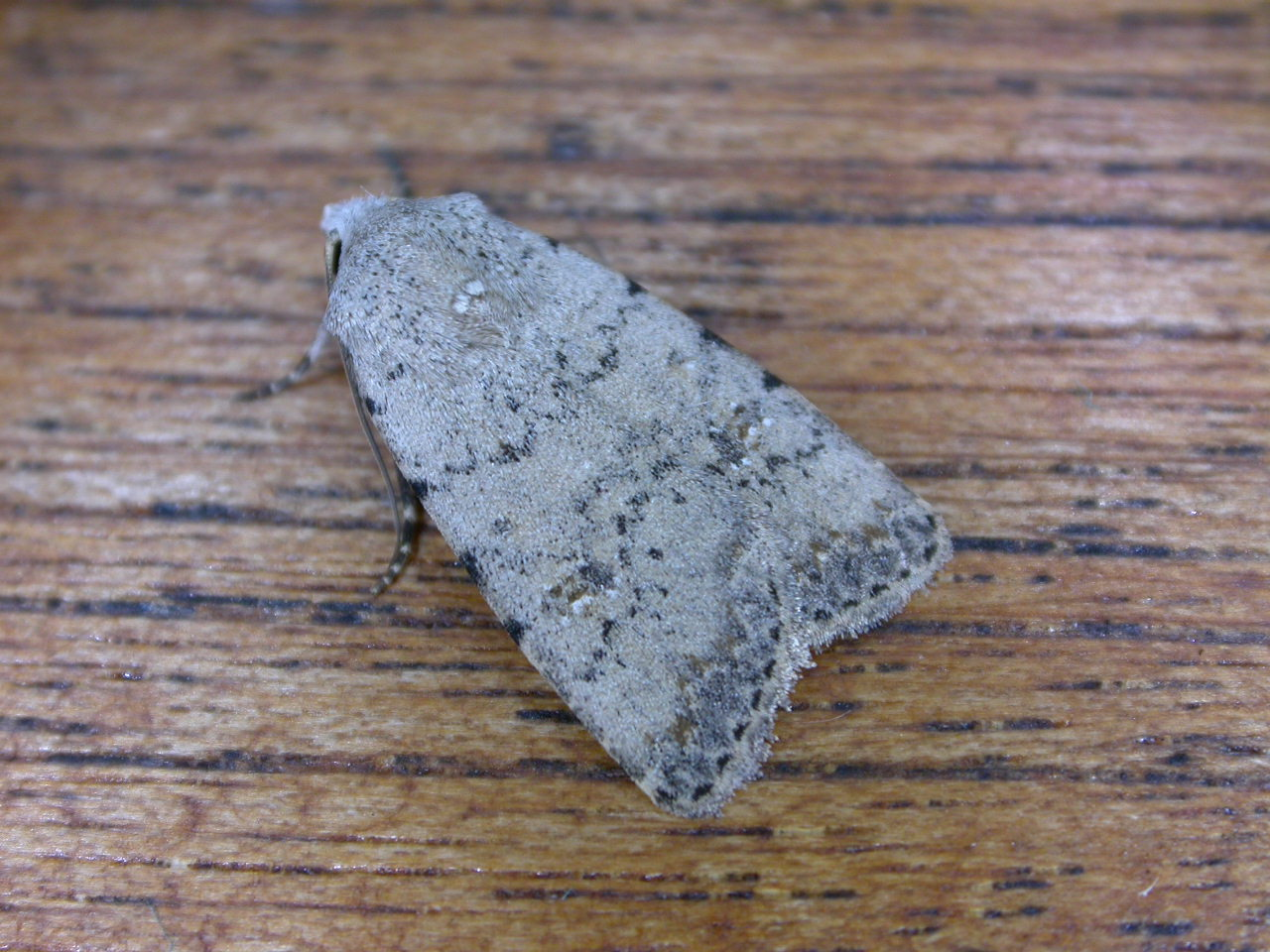
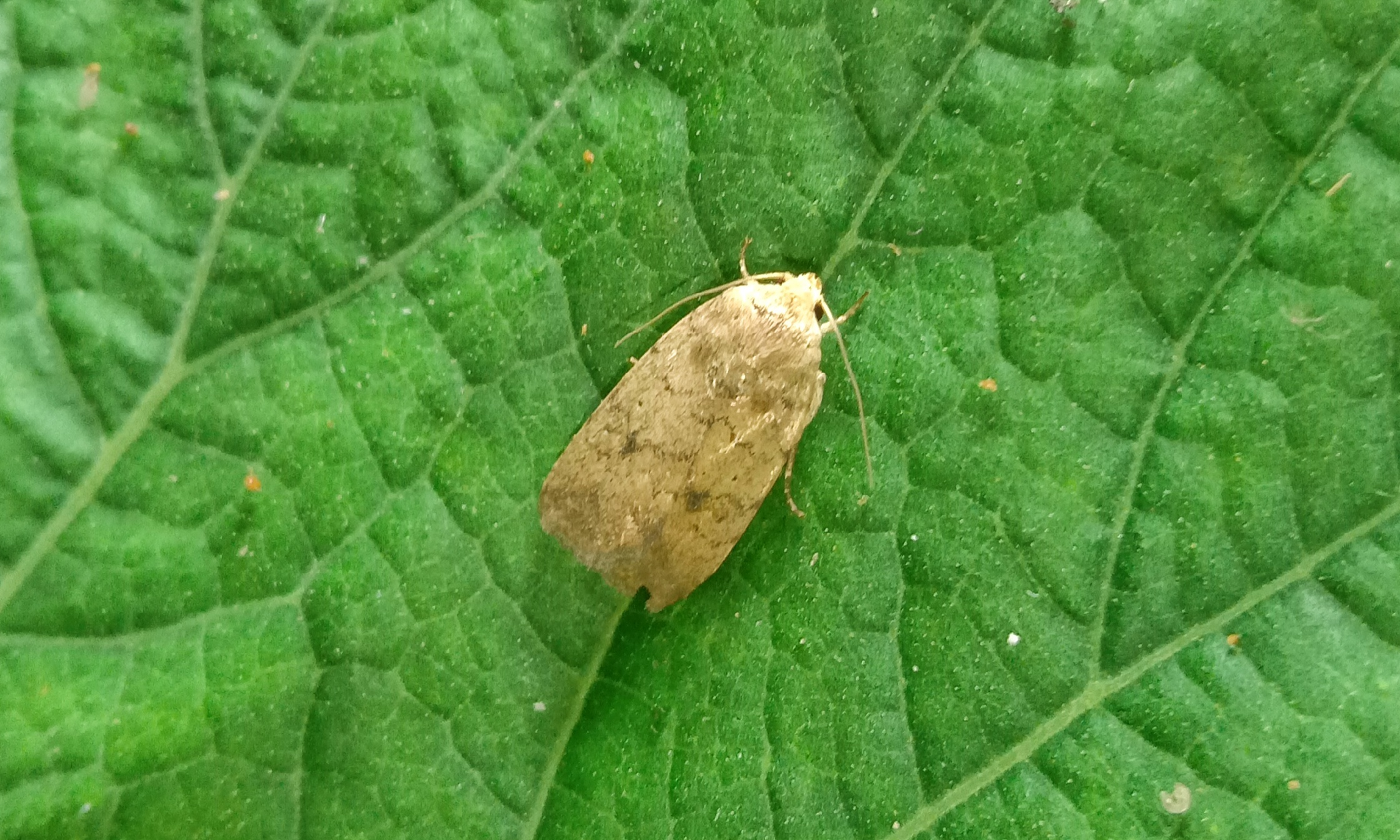
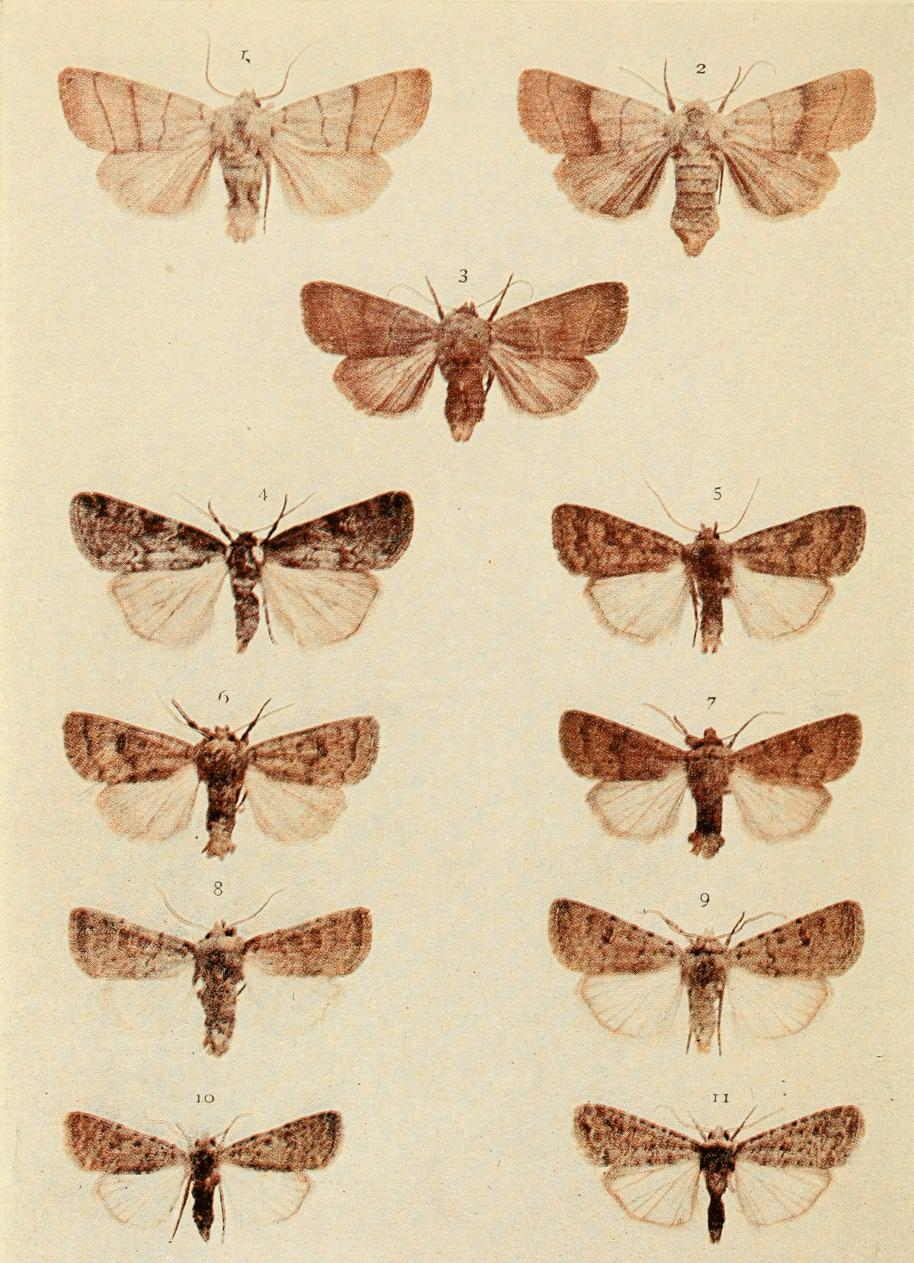